# Hilarion-Pit Lessard
Pour les articles homonymes, voir Lessard.
Hilarion-Pit Lessard (11 février 1913-10 septembre 1984) fut un agent, garagiste et homme politique fédéral du Québec.

## Biographie
Né à Sainte-Germaine au Québec, H.-Pit Lessard devint conseiller municipal indépendant de la ville de Montréal dans le territoire de Saint-Henri en 1957. Réélu en 1960 et en 1962, il perdit face au candidat du Parti civique en 1966.
Il députa en politique fédérale après son élection comme député du libéral dans la circonscription de Saint-Henri en 1958. Réélu en 1962, 1963 et en 1965, ainsi qu'en 1968 dans la circonscription de Lasalle. Il ne se représenta pas en 1972.